# Marian Dumitru
Marian Dumitru, romunski rokometaš, * 19. marec 1960, Ploieştori.
Leta 1980 je na poletnih olimpijskih igrah v Moskvi v sestavi romunske rokometne reprezentance osvojil bronasto olimpijsko medaljo; uspeh je ponovil čez štiri leta. Leta 1992 je z reprezentanco osvojil še 8. mesto.